# 사카이 코다이

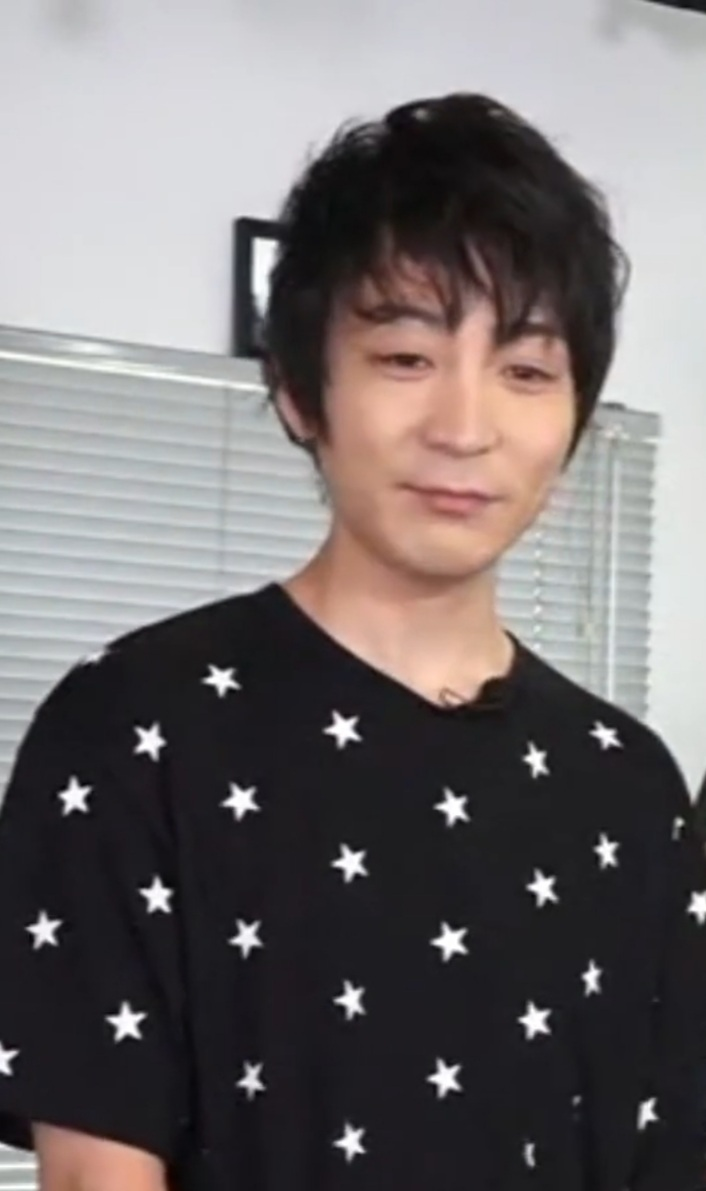

사카이 코다이(酒井広大, 1986년 9월 30일 ~ )는 일본의 남자 성우이다. EARLY WING 소속이다.
후쿠오카현 구루메시 출신이다.